# حسین حجازی
حسین حجازی  در ملایر – درگذشتهٔ ۲ خرداد ۱۳۵۹) مترجم و روزنامه‌نگار ایرانی است.

## زندگی
حسین حجازی از مردم ملایر، مدیر مجلهٔ جهان نو، دانش‌آموختهٔ بیروت بود.
دوران خدمات اداری حسین حجازی در وزارت راه گذشت. در آنجا مدت سه-چهار سال سردبیری «نامهٔ راه» را بر عهده داشت و در آن مجله نوشته‌های ادبی-اجتماعی را از نشریات خارجی ترجمه و نشر می‌کرد. چندی سردبیری مجلهٔ «راه نو» را پذیرفت و پس از آن از سال ۱۳۲۳ به چاپ و نشر مجلهٔ «جهان نو» پرداخت. صاحب امتیاز مجله و گرداننده و پخش‌کنندهٔ آن خودش بود و مجله‌ای بود که جمعی از نویسندگان جوان را به حوزهٔ خود کشانید. عبدالحسین زرین‌کوب، جعفر شریعتمداری، مرتضی کیوان، محمدعلی اسلامی ندوشن، محمدجعفر محجوب، اصغر فتحی، علی‌اکبر کسمایی، سیروس ذکاء، مصطفی فرزانه، جمشید بهنام، امین عالی‌مرد، حسین یزدانیان و جمعی دیگر، از کسانی‌اند که آثارشان در دوره‌های اول مجله چاپ شده‌است. از ادبای قدیمی سعید نفیسی، علی جواهرکلام، عباس شوقی و خان‌بابا طباطبایی با آن همکاری داشتند.
حسین حجازی خود سعی می‌کرد که تازه‌ترین نوشته‌های علمی و اجتماعی را از منابع زبان انگلیسی ترجمه و چاپ کند. سعی دیگرش آن بود که مجله به‌هیچ‌وجه حاوی مطلب مضر به حال خواننده‌ها نباشد. دلش می‌خواست که مجله در خانواده‌ها محرم باشد و صدمه‌ای به اخلاق جوانان و نوجوانان نزند و دانش آنان را وسعت ببخشد.
جهان نو به مدت سیزده سال بر همین اسلوب نشر شد. در قسمتی از سال‌های اول انتشار، مرتضی کیوان سردبیر آن بود و پس از آن سال‌های بیشتری امین عالی‌مرد با حجازی همکاری می‌کرد.
جهان نو عاقبت در سال ۱۳۳۳ از انتشار بازماند. تا این‌که از سال ۱۳۴۵ به قطع وزیری و به‌طور ماهانه تجدید انتشار پیدا کرد. در این دوره مجله جنبه‌ای جدی به خود گرفت و دو-سه شماره از دورهٔ جدید آن با همکاری رضا براهنی و جلال آل‌احمد و جمعی از نویسندگان مشهور به چاپ رسید. بعد امین عالی‌مرد همچنان مجله را بر همان روال ادامه داد.
حسین حجازی در چند سال اواخر عمر کتابخانهٔ شهرداری تهران را تأسیس کرد.
از ترجمه‌های مستقل او که به چاپ رسیده‌است کتاب‌های مذکور در ذیل است:
- بزرگترین شخصیت در تاریخ بشریت، م. زمیر، تهران: [بی‌نا]، [بی‌تا]
- انسان آینده، لیونارد داروین، تهران: [بی‌نا]، ۱۳۲۱.
- عصمت عروس می‌شود، نوشتهٔ گرین و یشرپین، تهران: [بی‌نا]، ۱۳۴۱[۷]

او در سن هشتاد سالگی درگذشت و در قبرستان لویزان به خاک سپرده شد.

## پی‌نوشت
1. ↑  «یادبود مؤلفان»،  آینده،  ۹۲۲..
2. ↑  «یادبود مؤلفان»،  آینده،  ۹۲۲..
3. ↑  «یادبود مؤلفان»،  آینده،  ۹۲۲..
4. ↑  «یادبود مؤلفان»،  آینده،  ۹۲۲..
5. ↑  «یادبود مؤلفان»،  آینده،  ۹۲۳..
6. ↑  «یادبود مؤلفان»،  آینده،  ۹۲۳..
7. ↑  «یادبود مؤلفان»،  آینده،  ۹۲۳..
8. ↑  «یادبود مؤلفان»،  آینده،  ۹۲۲..